# Hinko Kavčič
Hinko Kavčič, slovenski politik, * 26. september 1846, (?), † 11. januar 1893, Razdrto.

## Življenjepis
Kavčič se je šolal v Postojni in v Gorici, kjer je obiskoval 2. in 3. razred realke (1861–1862). V kranjskem deželnem zboru je od leta 1886 do 1893 zastopal kmečke občine Postojna-Logatec-Senožeče-Lož-Bistrica, bil član narodno-naprednega kluba, a se vseeno udeležil pripravljalnega shoda za I. katoliški shod v Šentpeteru na Krasu (sedaj Pivka).
Kavčič je ves čas delal v gospodarskem in upravnem odseku dežlnega zbora, bil član komisije za pogozdovanje Krasa (od 1886) in njen zaupnik (1892), skrbel zlasti za regulacijske, rečne, vodovodne in gradnjo ter modernizacijo  cest, se udeleževal gospodarskih razprav, se zavzemal za oskrbovanje Krasa z vodo (1890), za regulacijo reke Pivke (1892), za lovske zadeve, vložil predlog za ustanovitev zdravstvenega okrožja za občine Logatec, Rovte, Hotedršico (1890) in nasprotoval ter 1890 tudi glasoval proti finančni garanciji za dolenjsko železnico (Železniška proga Ljubljana - Metlika d.m.) Bil je član okrajnega šolskega sveta, okrajnega cestnega odbora, odbornik Slovenskega društva in se trudil za ustanovitev občinskih živinorejskih zadrug.